# 55082 Ксленді
55082 Ксленді (55082 Xlendi) — астероїд головного поясу, відкритий 25 серпня 2001 року.
Тіссеранів параметр щодо Юпітера — 3,566.
Названо на честь селища Ксленді на Мальті.